# 弯羽鳞毛蕨
弯羽鳞毛蕨（学名：Dryopteris cyclopeltidiformis）为鳞毛蕨科鳞毛蕨属下的一个种。